# Evi Marandi
Evi Marandi (en griego: Εύη Μαράντη; n. Atenas, 7 de agosto de 1941), es una actriz italiana de origen griego, activa desde 1959 hasta 1974.

## Biografía
Marandi nació en Atenas, hija de un banquero. Después de estudiar actuación en el Actors Studio de Nueva York, Marandi se mudó a Italia en 1961, donde se convirtió en una estrella de películas de cine B y de género. Marandi se fue acreditada bajo muchos alias, incluidos Evy Harandis, Evy Marandys y Evi Morandi.

## Filmografía parcial
- La vendetta dei barbari (1960)
- La espada del vencedor (1961)
- Totòtruffa 62 (1961)
- Gli italiani e le donne (1962) (segmento L'auto garçonniere)
- Las malditas pistolas de Dallas (1964)
- Tres dólares de plomo (1964)
- Cover Girls (1964)
- I figli del leopardo (1965)
- Terror en el espacio (1965)
- París-Estambul sin regreso (1965)
- James Tont operazione U.N.O. (1965)
- Ischia operazione amore (1966)
- 3S3, agente especial (1966)
- El juego de los espías (1966)
- Un gangster venuto da Brooklyn  (1966)
- El aventurero de Guaynas (1966)
- Goldface - Il fantastico superman (1968)
- Luana, la figlia della foresta vergine (1968)
- Gli angeli del 2000 (1969)
- Homo Eroticus (1971)
- Il baco da seta (1974)